# Tòa nhà Mới

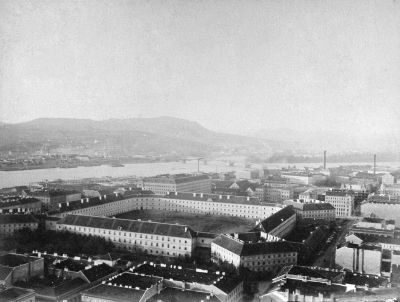
Hình ảnh Tòa nhà Mới năm 1880

Tòa nhà Mới (tiếng Hungary: Újépület, tiếng Đức: Neugebäude) là một pháo đài nằm ở khu Pest, Budapest, Hungary. János Hild chỉ huy xây dựng pháo đài này để làm nhà tù. Pháo đài bị phá hủy vào năm 1897. Hiện tại, trên tàn tích của pháo đài cũ, người ta cho xây dựng quảng trường Tự do (Szabadság tér).

## Lịch sử
Theo lệnh của Hoàng đế Joseph Đệ nhị, kiến trúc sư người Viên Isidore Canevale thiết kế lên pháo đài với nhiều tòa nhà bao quanh một sân hình chữ nhật rộng lớn. Năm 1786 dưới sự chỉ đạo của János Hild, tòa nhà khởi công. Con trai của ông là József Hild (kiến trúc sư nổi tiếng) đã có được những kinh nghiệm chuyên môn đầu tiên của mình tại đây. Mục đích sử dụng ban đầu của pháo đài vẫn còn là chủ đề được nhiều người bàn luận cho đến ngày nay.
Tòa nhà được xây dần dần, chia làm nhiều giai đoạn. Năm 1789, phân khu 3 được đưa vào sử dụng. Phân khu này tiếp giáp với tầng trệt, có hai lầu với bốn góc nhỏ hơn. Phía trên xây tiếp các tầng cao hơn, tiếp giáp với tòa nhà chính. Ở bốn góc của tòa nhà có chòi tháp cao. Tính cả phần tường bao quanh, tòa nhà chiếm một diện tích lên đến 3,35 héc-ta.
Có thể nói đây là tòa nhà bí ẩn vì nó được xây dựng ở giữa sa mạc, vì lúc đó vẫn còn tồn tại một vùng cát mênh mông nằm giữa tòa nhà và phần còn lại của thành phố. Sau khi Joseph Đệ nhị qua đời, công trình này vẫn chưa được hoàn thành. Các cuộc chiến tranh Napoleon liên tục nổ ra làm cản trở việc xây dựng.
Tòa nhà được sử dụng làm nhà tù từ năm 1793 đến năm 1796, là nơi giam giữ các sĩ quan Pháp bị bắt trong chiến tranh. Năm 1802, tòa nhà suýt được bán cho những người Do Thái ở Praha. Bá tước Ferenc Széchenyi, cựu phát ngôn viên của Tòa án đã phản đối việc bán lại tòa nhà. Năm 1814, tòa nhà tiếp tục được xây dựng. Khi hoàn thành, nơi đây trở thành doanh trại của Trung đoàn Pháo binh số 5 mới được thành lập.

## Nơi hành quyết

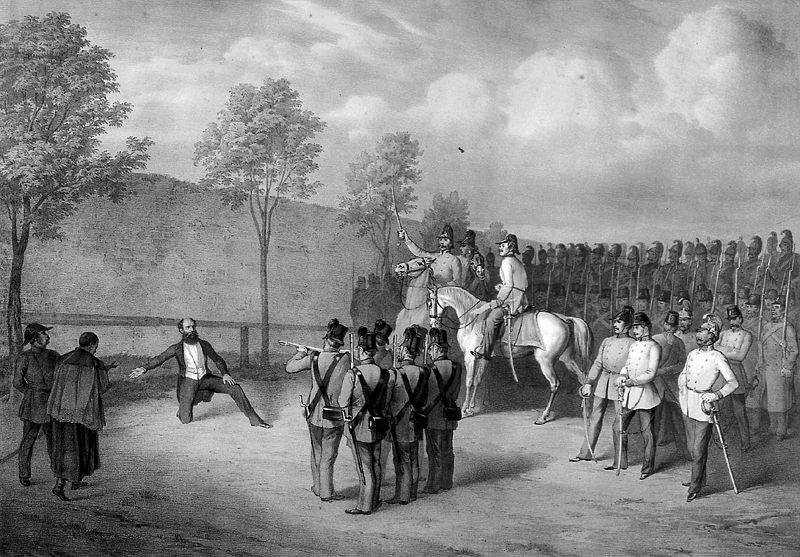
Vụ hành quyết Lajos Batthyány trong sân của tòa nhà Mới

Thủ tướng đầu tiên của Nhà nước Hungary độc lập Lajos Batthyány bị hành quyết tại tòa án Tòa nhà Mới sau cuộc cách mạng 1848–1849 và cuộc chiến giành độc lập của những người yêu nước Hungary thất bại. Ông bị xử tử ngày 6 tháng 10 năm 1849, cùng ngày với 13 Liệt sĩ của Arad. Để tưởng nhớ về sự kiện này, sau này người ta đã cho xây dựng ngọn đèn thánh Batthyány nằm ở góc đông bắc trên tàn tích cũ của tòa nhà.
Ngoài ra, đây còn là nơi hành quyết László Csányi, Bộ trưởng Bộ Giao thông vận tải vào ngày 24 tháng 10, và Perényi Zsigmond, chủ tịch thứ hai của Nghị viện vào ngày 20 tháng 10. Đây cũng là nơi hành quyết Hoàng tử Ba Lan Mieczysław Woroniecki, trung tá Peter Giron và nhà quý tộc, quân nhân Ba Lan Karol d'Abancourt de Franqueville vào ngày 10 tháng 10 năm 1849.